# Premier de Wuhan 2015
El Wuhan Tennis Open 2015 es un torneo de tenis jugado en canchas duras al aire libre. Es la segunda edición del Wuhan Tennis Open, y parte de la Serie Premier 5 del WTA Tour 2015. Se llevará a cabo en Wuhan, China, del 27 de septiembre al 3 de octubre de 2015.

## Puntos y premios

### Distribución de puntos
| Evento     | G   | F   | SF  | CF  | Ronda de 16 | Ronda de 32 | Ronda de 64 | Q  | Q2 | Q1 |
| Individual | 900 | 585 | 350 | 190 | 105         | 60          | 1           | 30 | 20 | 1  |
| Dobles     | 900 | 585 | 350 | 190 | 105         | 1           | —           | —  | —  | —  |

### Premios
| Event      | W            | F        | SF       | QF      | Dieciseisavos | Round of 32 | Round of 64 | Q2 | Q1 |
| Individual | $441 000 000 | $220 200 | $110 100 | $50 700 | $25 135       | $12 900     | $6630       | $  | $  |
| Dobles*    | $126 000 000 | $63 750  | $31 665  | $15 880 | $8020         | $3980       | —           | —  | —  |

* por equipo

## Cabeza de serie

### Individual
El Ranking está hecho sobre la base de la de la semana del 21 de septiembre.
| Semb. | Rk. | Jugadora             | Puntos Antes | Puntosa Defender | Puntos Ganados | Puntos Después | Actuación en el Torneo                           |
| ----- | --- | -------------------- | ------------ | ---------------- | -------------- | -------------- | ------------------------------------------------ |
| 1     | 2   | Simona Halep         | 6,780        | 1                | 105            | 6,884          | Tercera ronda, perdió ante Johanna Konta [Q]     |
| 2     | 3   | María Sharápova      | 5,795        | 105              | 1              | 5,691          | Segunda ronda, retiro ante Barbora Strýcová      |
| 3     | 4   | Petra Kvitová        | 5,295        | 900              | 105            | 4,500          | Tercera ronda, perdió ante Roberta Vinci [15]    |
| 4     | 6   | Caroline Wozniacki   | 3,385        | 350              | 1              | 3,036          | Segunda ronda, perdió ante Anna Schmiedlová      |
| 5     | 8   | Garbiñe Muguruza     | 3,116        | 105              | 600            | 3,611          | Fina, retiro ante Venus Williams                 |
| 6     | 9   | Angelique Kerber     | 2,990        | 190              | 350            | 3,235          | Semifinales, perdió ante Garbiñe Muguruza [5]    |
| 7     | 10  | Carla Suárez Navarro | 3,070        | 60               | 105            | 3,235          | Tercera ronda, perdió ante Venus Williams        |
| 8     | 11  | Karolína Plíšková    | 3,040        | 105              | 190            | 3,125          | Cuartos de final, perdió ante Roberta Vinci [15] |
| 9     | 12  | Ana Ivanovic         | 3,070        | 1                | 105            | 3,174          | Tercera ronda, perdió ante Garbiñe Muguruza [5]  |
| 10    | 13  | Agnieszka Radwańska  | 3,190        | 1                | 1              | 3,190          | Primera ronda, perdió ante Venus Williams        |
| 11    | 15  | Belinda Bencic       | 2,985        | 0                | 60             | 3,045          | Segunda ronda, retiro ante Camila Giorgi         |
| 12    | 16  | Elina Svitolina      | 2,650        | 350              | 105            | 2,405          | Tercera ronda, perdió ante Karolína Plíšková [8] |
| 13    | 17  | Andrea Petkovic      | 2,450        | 60               | 1              | 2,391          | Primera ronda, perdió ante Johanna Konta         |
| 14    | 18  | Madison Keys         | 2,445        | 60               | 60             | 2,445          | Segunda ronda, perdió ante Kristina Mladenovic   |
| 15    | 19  | Roberta Vinci        | 2,430        | 1                | 350            | 2,779          | Semifinales, perdió ante Venus Williams          |
| 16    | 21  | Sara Errani          | 2,320        | 60               | 1              | 2,261          | Primera ronda, perdió ante Caroline Garcia       |

### Dobles
| Tenista                               | Ranking | Preclasificada |
| Martina Hingis Sania Mirza            | 2       | 1              |
| Tímea Babos Kristina Mladenovic       | 19      | 2              |
| Caroline Garcia Katarina Srebotnik    | 25      | 3              |
| Hao-Ching Chan Yung-Jan Chan          | 31      | 4              |
| Raquel Kops-Jones Abigail Spears      | 32      | 5              |
| Andrea Hlaváčková Lucie Hradecká      | 37      | 6              |
| Garbiñe Muguruza Carla Suárez Navarro | 46      | 7              |
| Chuang Chia-jung Hsieh Su-wei         | 60      | 8              |

## Campeonas

### Individual Femenino
Venus Williams venció a  Garbiñe Muguruza por 6-3, 3-0, ret.

### Dobles Femenino
Martina Hingis /  Sania Mirza venceron a  Irina-Camelia Begu /  Monica Niculescu por 6-2, 6-3